# Pitreavie Castle

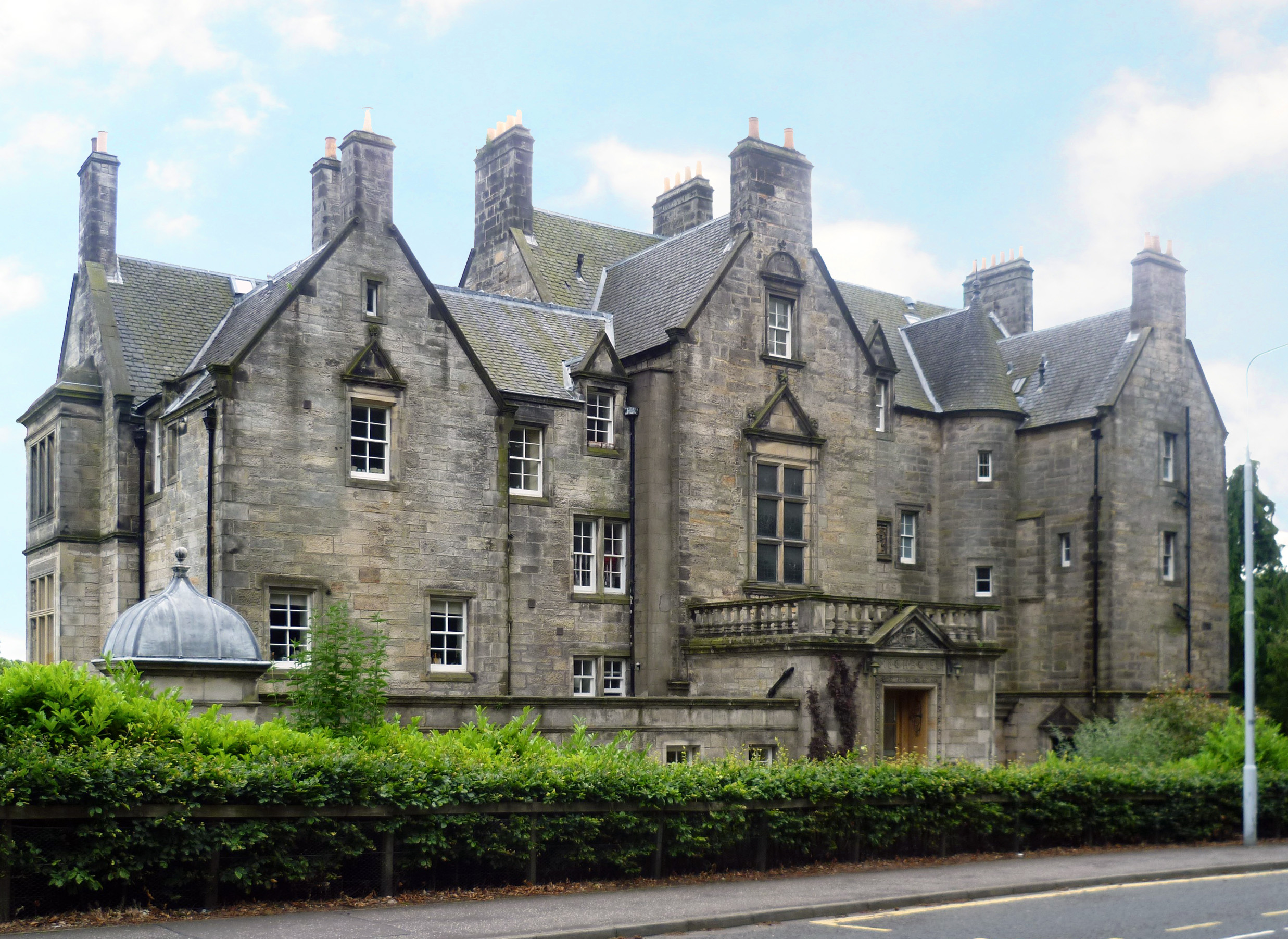
Pitreavie Castle, Ansicht von Nordosten

Pitreavie Castle ist ein Schloss aus dem frühen 17. Jahrhundert in der schottischen Ortschaft Pitreavie, die zur Stadt Dunfermline in Fife gehört und rund drei Kilometer südöstlich davon liegt. Die Stadt Rosyth ist nur rund einen Kilometer in südlicher Richtung vom Schloss entfernt.
Als Tower House von Henry Wardlaw, 1. Baronet Wardlaw, erbaut, wurde das Gebäude später unter der Familie Blackwood erweitert und zu einem Schloss des 18. Jahrhunderts verändert. Nachdem es geraume Zeit leer gestanden hatte, wurde es von Henry Beveridge erworben, der es ab 1885 umbauen und noch einmal vergrößern ließ. Seine Nachkommen veräußerten es 1938 an das britische Luftfahrtministerium, das es zur Koordinierung von Operationen der Royal Navy und des Royal Air Force Coastal Command nutzte. Nach Schließung des Stützpunkts im Jahr 1996 wurden die militärischen Erweiterungsbauten niedergelegt und das Herrenhaus sowie der Wirtschaftshof zu Privatwohnungen umgebaut.
Seit dem 12. Januar 1971 steht Pitreavie Castle als Listed Building der Kategorie A unter Denkmalschutz.

## Geschichte
Im 14. Jahrhundert gehörte das Land, auf dem heute Pitreavie Castle steht, Christian Bruce, einer Schwester des schottischen Königs Robert I. Sie hatte es von ihm als Geschenk erhalten. Zu Beginn des 17. Jahrhunderts befand sich das Gebiet im Besitz der Familie Kello (auch Kellock geschrieben), die es 1608 für 10.000 schottische Merks an Henry Wardlaw of Balmule verkaufte. Er war der älteste Sohn von Sir Cuthbert Wardlaw of Balmule und Kammerherr der schottischen Königin Anna von Dänemark. König Jakob I. hatte ihn zudem zum Kastellan von Dunfermline Palace, der damals bevorzugten Residenz des schottischen Hofes, ernannt. Nachdem Henry Wardlaw 1613 zum Ritter geschlagen worden war, begann er um 1615 mit dem Bau eines typischen schottischen Tower Houses in L-Form am Ort des heutigen Schlosses. Allerdings muss dort schon zuvor ein befestigtes Haus gestanden haben, denn bereits in einer Urkunde aus dem Jahr 1614 findet ein manor place in Pitreavie Erwähnung. Nachfolgend zu einer U-Form erweitert, ähnelte der Neubau stark dem durch James Murray († 1634) in Baberton (heute ein Vorort von Edinburgh) errichteten Baberton Manor.

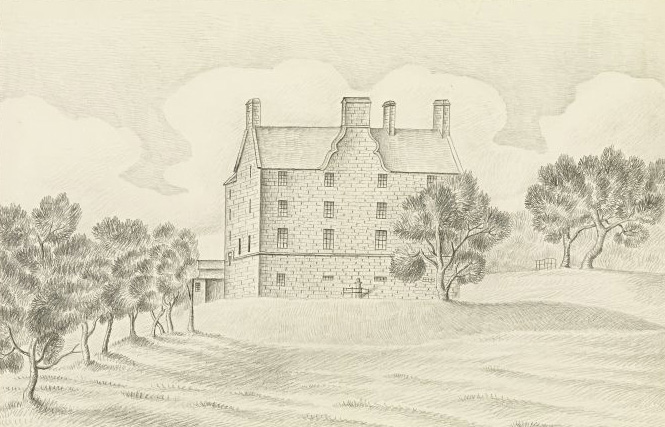
Pitreavie Castle auf einer Zeichnung von Alexander Archer, 1834

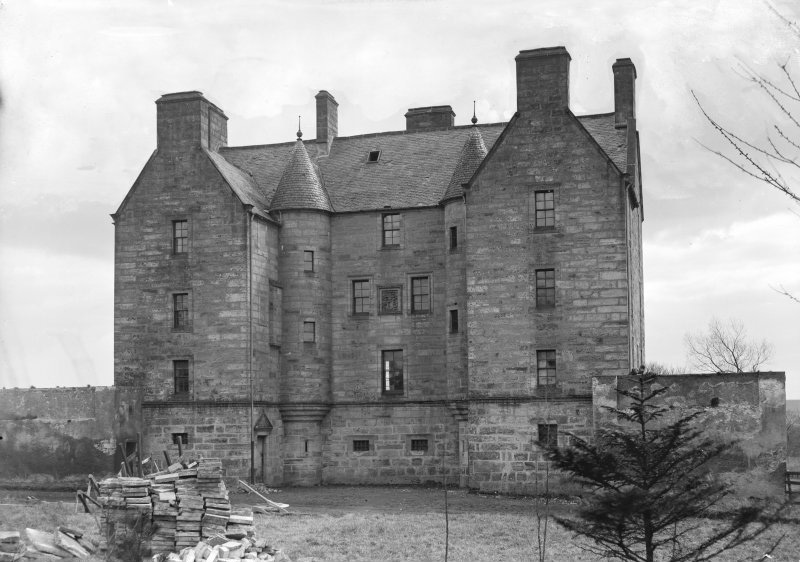
Pitreavie Castle vor den Umbauten unter Henry Beveridge

1631 zum Baronet erhoben, hinterließ Henry Wardlaw das Tower House bei seinem Tod 1637 seinem gleichnamigen Sohn. Diesem folgte als Eigentümer 1652 wiederum sein Sohn, der ebenfalls Henry hieß und schon 1653 ohne Erben starb. Pitreavie Castle kam daraufhin an eine andere Familienlinie der Wardlaws. 1699 gehörte es einem Angehörigen der Wardlaw of Logie. Er ließ in der nahen Umgebung des Hauses zahlreiche Eschen, Birken und Ulmen pflanzen. Seine Familie verkaufte das Anwesen im Jahr 1703 an Archibald Primrose, 1. Earl of Rosebery. Von ihm gelangte es 1711 an Robert Blackwood, Lord Dean of Guild und später Bürgermeister von Edinburgh. Seine Familie veränderte das Tower House zu einem Landschloss des 18. Jahrhunderts und blieb bis 1884 Eigentümerin. In jenem Jahr veräußerte Madox Blackwood das Schloss an Henry Beveridge, einen reichen Mühlenbesitzer und Tuchhersteller. Zum Zeitpunkt des Kaufs hatte das Gebäude schon längere Zeit leer gestanden. Beveridge beauftragte den Architekten Charles Kinnear mit Plänen für einen Aus- und Umbau. Die Arbeiten dazu fanden 1885 statt und gaben Pitreavie Castle ein Aussehen, das stark dem Stil des Scottish Baronials ähnelt. Es erhielt einen Portikus, der einen neuen Haupteingang aufnahm. Im Erdgeschoss ließ Beveridge rundum kleine Fenster ausbrechen und zusätzlich die Südfassade verändern. An der Ostseite wurde ein neuer Flügel mit Esszimmer angefügt, sodass das Schloss anschließend einen E-förmigen Grundriss hatte. Im Inneren ließ der Schlossherr die Gewölbedecken im Erdgeschoss entfernen, um höhere Räume zu erhalten, und abschließend die Haupttreppe vom West- in den alten Ostflügel (nun Mittelflügel) verlegen. Auch auf dem umliegenden Schlossareal ließ Beveridge Veränderungen vornehmen: An der West- und Ostseite entstanden zwei Lodges an den Zufahrtswegen zum Schloss. Zusätzlich ließ er in den 1890er Jahren einen japanischen Garten mit Teich, Wasserfall, künstlicher Insel und Holzbrücken anlegen.
Nach dem Tod Henry Beveridges 1922 verkauften seine Nachkommen das Anwesen 1938 für 12.306 Pfund an das britische Luftfahrtministerium, das dort das Coastal Command der Royal Air Force (RAF) stationierte. Von dort wurden seit dem Zweiten Weltkrieg die Operationen von Royal Navy und RAF koordiniert. Nach Kriegsende diente das Anwesen als NATO-Hauptquartier für den nordatlantischen Bereich. Für die militärische Nutzung wurde die historische Bausubstanz um etliche moderne Zubauten ergänzt, so zum Beispiel um einen Anbau an den Ostflügel, der unter anderem das Offizierskasino aufnahm. Nachdem der Stützpunkt 1996 geschlossen worden war, wurden diese militärischen Zubauten fast alle wieder entfernt und abgerissen.  Im Mai 1996 fanden zudem archäologische Ausgrabungen statt, anschließend wurde ein Großteil des Schlossareals mit Wohn- und Geschäftshäusern bebaut.
2004 erwarben Kevin und Laura Simpson das Herrenhaus und ließen es in enger Abstimmung mit Historic Scotland zu mehreren Wohneinheiten umbauen. Die Arbeiten dauerten insgesamt zwei Jahre lang. Im Bereich des Schlossgartens, der in direkter Nähe des Hauptgebäudes liegt, ließen sie über 100 Bäume pflanzen. Zwei der beim Umbau entstandenen Appartements können als Ferienwohnung gemietet werden.

## Beschreibung
Pitreavie Castle besteht heute aus einem mehrflügeligen Herrenhaus und einem östlich davon stehenden mehrflügeligen Wirtschaftsgebäude aus dem 19. Jahrhundert sowie einem Taubenturm. Zum Anwesen gehört ferner ein Gartenareal, in dem südöstlich des Herrenhauses noch die Reste eines japanischen Gartens aus dem späten 19. Jahrhundert zu sehen sind.

### Herrenhaus

#### Äußeres

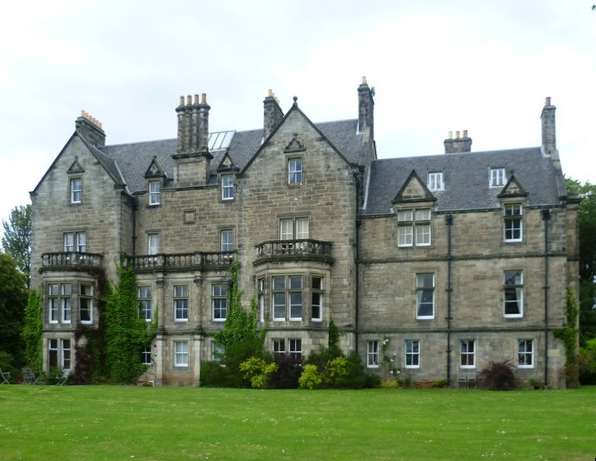
Ansicht von Süden

Das dreigeschossige Herrenhaus besitzt Mauerwerk aus Sandsteinquadern und besteht aus einem älteren westlichen Teil sowie einem neuen östlichen Teil. Beide Teile sind von schiefergedeckten Dächern abgeschlossen. Die Geschosse sind von außen gut durch Gesimse voneinander zu unterscheiden. Die Form des Herrenhauses entwickelte sich aus einem L-förmigen Tower House durch Erweiterungen zu einem symmetrischen Gebäude mit Grundriss in U-Form, dessen offene Seite seinerzeit durch eine Mauer abgeschlossen war. Im Osten ist diesem Haus ein etwas niedrigerer Flügel angebaut und dem ehemaligen Ostflügel ein Portikus vorgesetzt. Das Gebäude misst heute etwa 120 × 30 Fuß (etwa 36,5 × 9,1 Meter), wobei der alte Mitteltrakt 66,6 Fuß lang und 25 Fuß (ca. 20,3 × 7,6 Meter) breit ist. Die Seitenflügel der einstigen U-Form messen 19 × 14 Fuß (rund 5,8 × 4,3 Meter). Durch Umbauten und Veränderungen im 18. sowie 19. Jahrhundert gehören heute nur noch die Außenmauern der West- und Ostseite zur originalen Bausubstanz aus dem 17. Jahrhundert.
Das Hauptportal befindet sich an der Nordseite des Gebäudes im fast quadratischen Portikus mit einer Balustrade als oberem Abschluss. Das Türgewände hat ein Skulpturendekor in Form von Disteln, im Fries über dem Sturz finden sich die Jahreszahl 1885 und die Initialen HB für Henry Beveridge. Das Giebelfeld des darüber liegenden Dreiecksgiebels zeigt das Wappen der Familie Beveridge und ihr Motto „Dum Spiro Spero“ (deutsch „Solange ich atme, hoffe ich“). Der ursprüngliche Haupteingang ist heute noch erhalten und liegt an der Hofseite des Westflügels. Auch er hat einen Dreiecksgiebel als Bekrönung. Sein Giebelfeld zeigt Blattwerk und Früchte, die ein S über den Buchstaben HW umrahmen. Sie stehen vermutlich für „Sir Henry Wardlaw“. Der Giebel ist von einem Stern bekrönt, dem Crest der Erbauerfamilie. Ihr Wappen findet sich gemeinsam mit dem Motto „Familias firmat pietas“ (deutsch „Frömmigkeit stärkt Familien“) auf einer Steintafel an der nördlichen Außenseite des zweiten Obergeschosses. Die Tafel ist allerdings nicht original, sondern stammt aus späterer Zeit. Der Eingang ist heute noch mit einem schützenden Eisengitter gesichert, das etwas mehr als 6,7 Fuß (rund zwei Meter) hoch und 4,2 Fuß (ca. 1,3 Meter) breit ist.
Dem ehemaligen Haupteingang lag früher im einstigen Ostflügel an analoger Stelle eine weitere Tür gegenüber, die jedoch im späten 19. Jahrhundert durch ein Fenster ersetzt wurde. Die hofseitigen Ecken der Nordseite sind mit schlanken Rundtürmen besetzt. In ihrem Erdgeschoss mit einem Außendurchmesser von fünf Fuß (etwa 1,5 Meter) weist das Mauerwerk nur schmale Lichtschlitze auf. Die von Kegeldächern bekrönten Obergeschosse besitzen hingegen Fenster. Sie weisen auch einen größeren Außendurchmesser auf, denn mehrere Lagen auskragender Konsolsteine zwischen dem Parterre und dem ersten Geschoss sorgen für eine größere Grundfläche der Türme in den höher liegenden Etagen. Ihr Inneres wird von Wendeltreppen eingenommen, die sich in ihren Laufrichtungen unterscheiden.
Die Südfassade des Herrenhauses wurde im späten 19. Jahrhundert vollkommen neu gestaltet. Ihr sind im westlichen Bereich auf Höhe von Erdgeschoss und erstem Geschoss zwei Ausluchten vorgebaut, die oben von einer Balustrade abgeschlossen sind. Die zwischen ihnen liegende Fassade ist durch Fenster in drei Achsen unterteilt. Diese sind im Erdgeschoss von Pilastern und im ersten Geschoss von korinthischen Säulen flankiert.

#### Innenräume

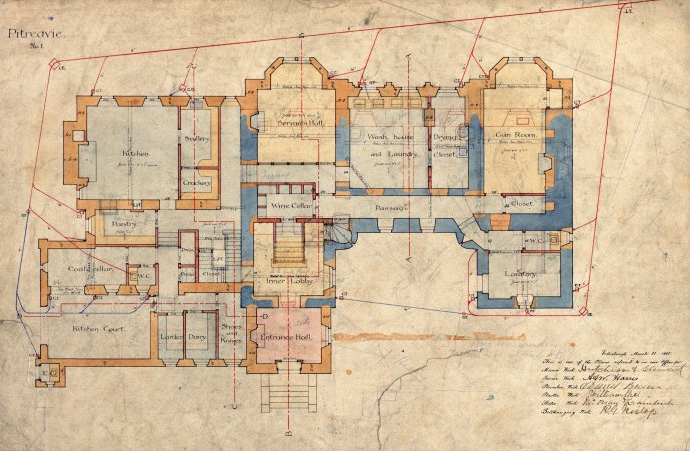
Erdgeschossgrundriss vom Ende des 19. Jahrhunderts

Im Erdgeschoss lagen in der Anfangszeit des Hauses die Küche und diverse fensterlose Lagerräume, was einer üblichen Raumanordnung in schottischen Tower Houses entsprach. Im ersten Geschoss lagen die Wohnräume, während das zweite Geschoss Schlafräume aufnahm. In einigen Zimmern sind noch Stuckaturen und Vertäfelungen des 19. Jahrhunderts vorhanden. Anders verhält es sich mit alten Tapisserien, die früher einmal im Esszimmer (heute der Drawing Room) hingen. Sie wurden fortgebracht und hängen heute im rund drei Kilometer entfernten Fordell Castle.
Von der viktorianischen Eingangshalle im Portikus gelangt der Besucher in das Treppenhaus mit einer großen Treppe aus Eichenholz. Der Raum war früher mit Wandmalereien in Temperatechnik geschmückt, die mittelalterliche Szenen zeigten. Sie stammten von dem Maler Charles Hodge Mackie, der sie dort im Jahr 1894 angebracht hatte. Sie sind heute jedoch nicht mehr erhalten. Im großen Fenster des Treppenhauses finden sich Glasmalereien, die das Familienwappen der Beveridge zeigen. Dazu sind die Initialen HB mit dem Motto „Laetus Sorte Mea“ (deutsch „Glücklich mit meinem Schicksal“) und die Initialen RB sowie das Motto „Deus Providebat“ (deutsch „Gott hat vorgesorgt“) dargestellt.
Die ehemalige Küche im Erdgeschoss wird heute Waffenzimmer (englisch Gun Room) genannt, weil die Familie Beveridge dort Jagdwaffen und Angelgerät aufbewahrte. Während der militärischen Nutzung des Schlosses diente das Zimmer zuerst als Büro und wurde später als Raum für kleinere Feste genutzt. Bis heute ist der Bogen des ehemaligen Kaminabzugs erhalten, dessen Steine zahlreiche Steinmetzzeichen aufweisen. Ein weiterer erwähnenswerter Raum ist das Fahnenzimmer (englisch Flag Room) im ersten Geschoss. Den Namen erhielt es, weil dort anfangs die Standarten der auf dem Schlossgelände stationierten Einheiten aufbewahrt wurden, ehe der Raum anschließend als Fernsehzimmer diente. Henry Beveridge hatte diesen Raum Ende des 19. Jahrhunderts ursprünglich als private Hauskapelle einrichten lassen, was die Eichenholztäfelung mit geschnitzten Zitaten aus der Bibel beweist.

### Sonstige Bauten

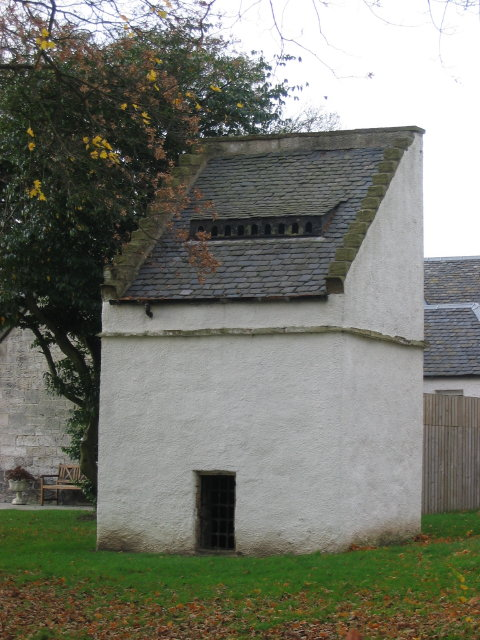
Taubenturm

Von den zum Schloss gehörenden Nebengebäuden stehen heute nordöstlich des Herrenhauses nur noch ein Taubenturm und ein dreiflügeliger Wirtschaftskomplex, der zu Wohneinheiten umfunktioniert worden ist. Der Taubenturm stammt aus dem späten 17. oder frühen 18. Jahrhundert. Er besitzt einen quadratischen Grundriss mit 3,9 Metern Seitenlänge; ein Pultdach schließt sein verputztes Mauerwerk ab.
In den frühen 2000er Jahren stand etwa 200 Meter südöstlich des Hauptgebäudes noch die Ostlodge, eine von ehemals zwei Lodges, die zur Schlossanlage gehörten. Die Westlodge war schon viel früher gemeinsam mit dem ehemaligen Schlosstor für 750 Pfund verkauft und abgebrochen worden, um Platz für eine neue Bahnlinie zu schaffen. Ihr östliches Pendant war ein zweigeschossiges Gebäude aus Sandstein mit drei Achsen und einem Anbau an der Westseite. Sie stand als Listed Building der Kategorie C seit dem 16. September 1999 unter Denkmalschutz.
Der ehemalige Torbau des Schlosses war zehn Fuß breit und zeigte in seiner Gestaltung Ähnlichkeit mit dem einstigen Haupteingang am Herrenhaus. Es besaß über seinem stichbogigen Tordurchgang einen von Voluten gerahmten Dreiecksgiebel, der ein D über den Buchstaben EW zeigte. Vermutlich standen sie für „Dame Elizabeth Wilson“, die Ehefrau des Erbauers. Das schmiedeeiserne Gitter des Torbaus befindet sich heute im Museum von Dunfermline Abbey.
Auch die ehemalige Sonnenuhr der Anlage ist heute nicht mehr an ihrem Originalstandort, sondern im Garten von Inveresk Lodge in East Lothian zu sehen. Früher stand sie vor der Südfassade im Garten von Pitreavie Castle auf einem achteckigen Steinpodest. Ohne dieses war sie 6,3 Fuß hoch. An ihrer Nordseite hing das Wappen der Familie Wardlaw in einem herzförmigen Schild, während die Südseite das Wappen der Beaton of Balfour zeigte. Gemeinsam mit der Jahreszahl 1644 an der Ostseite sowie den Initialen HW deuten die Wappen darauf hin, dass die Sonnenuhr von Henry Wardlaw, dem Sohn des Schlosserbauers, errichtet worden war, denn er war von 1637 bis 1653 Herr von Pitreavie und mit Margaret Beaton of Balfour verheiratet.